# Anthony Kumpen
Anthony Kumpen (Hasselt, 3 november 1978) is een Belgisch professioneel autocoureur. Hij rijdt momenteel in de NASCAR Whelen Euro Series voor het team PK Carsport, van welk hij ook teammanager is. 

## Biografie
In 1988 begon Anthony Kumpen met karting. Vanaf 1998 reed hij in het Belcar-racekampioenschap waar hij het GT2-kampioenschap won in zijn debuutjaar. Het jaar daarop, in 1999, won hij het Belcar-kampioenschap. Kumpen was eveneens winnaar van het Belcar Endurance Championship in 2004, 2006 en 2010. Dit kampioenschap was de opvolger van Belcar.
Kumpen is een veelvoudig winnaar van de 24 uur van Zolder. Hij won namelijk in 2000, 2002, 2003, 2004, 2010 en 2012. Zes eindoverwinningen is een record dat in 2016 door Marc Goossens werd geëvenaard. Als lid van het GLPK Racing team won hij met een Chrysler Viper GTS-R in 2000 (met Stéphane Cohen en Marc Duez), in 2002 en 2003 (met Mike Hezemans, Bert Longin en Vincent Dupont), in 2004 (met Mike Hezemans, Bert Longin en Pedro Lamy). In 2010 won hij terug, ditmaal als lid van het team First Motorsport met een Porsche 997 GT3 Cup (met Bert Longin, Frank Beliën en Henk Haane). In 2012 maakte hij voor de zesde maal deel uit van een winnend team, ditmaal W Racing Team met een Audi R8 LMS (met Laurens Vanthoor, Marco Bonanomi en Edward Sandström).
In 2000 startte hij in het FIA GT Championship voor het raceteam van Paul Belmondo. In 2002 volgde zijn eerste raceoverwinning in dit kampioenschap. Hij zou in 2005, 2006, 2008 en 2009 in totaal nog zes races winnen.
In 2009 was hij de winnaar van de 24 uur van Spa-Francorchamps met een Corvette C6.R in een team met de Belg Kurt Mollekens en de Nederlanders Mike Hezemans en Jos Menten. Hij nam ook viermaal deel aan de 24 uur van Le Mans maar diende evenzo vaak op te geven.
In 2014 nam hij deel aan de NASCAR Whelen Euro Series waar hij met een Holden VF Commodore voor het team PK Carsport reed. Hij won een race in het kampioenschap en eindigde op de eerste plaats in het eindklassement, een punt voor titelverdediger Ander Vilariño. Deze eindoverwinning gaf hem een licentie om uit te komen in de NASCAR K&N Pro Series East waar hij zou rijden voor Bill McAnally. Op 7 juni 2015 kondigde hij aan dat hij zou rijden in de NASCAR Xfinity Series. Hij zou dat seizoen drie races in het Xfinity-kampioenschap rijden, op de Iowa Speedway, de Phoenix International Raceway en de Homestead-Miami Speedway. Het jaar daarop nam hij deel aan de eerste Xfinity-race van het seizoen op de Daytona International Speedway voor het team Precision Performance Motorsports. In 2017 reed hij twee races in de NASCAR Xfinity Series.
Op 22 februari 2019 werd Anthony Kumpen vier jaar geschorst wegens het gebruik van doping. Tijdens een onverwachte dopingcontrole tijdens de 24 uur van Zolder testte hij positief op het gebruik van amfetamines. Zijn dopingschorsing van vier jaar is in beroep bevestigd. Hij mag tot 14 september 2022 aan geen enkele sportwedstrijd deelnemen.

### Privéleven
Kumpen trad reeds meermaals op in televisieprogramma's met BV's. Zo was hij een kandidaat in het vierde seizoen van Sterren op de Dansvloer in 2010, kandidaat MasterChef in het eerste seizoen van deze kookwedstrijd ook in 2010, speelde hij samen met Louis Talpe mee in Beste vrienden in 2013 en nam hij het op tegen een team van ouderen in het eerste seizoen van Beat da Bompaz in 2014. In 2015 haalde hij de finale van de televisiequiz M/V van het jaar. In 2017 had hij een cameo in de televisieserie Spitsbroers. In 2023 was hij te zien in de VTM GO serie The long road home, over zijn comeback op het racecircuit en de start van de carrière van zijn zoon.
Anthony Kumpen is een zoon van Paul Kumpen, ondernemer, Voka-voorzitter en Belgisch rallykampioen in 1987. Zijn vader was voor 50% eigenaar van het fietsenmerk Ridley waar Anthony als commercieel directeur werkte. Wanneer zijn vader zijn aandelen in 2013 verkocht, bleef Anthony actief bij Ridley. Hij is tevens een neef van Sophie Kumpen, moeder van Max Verstappen.
Kumpen is getrouwd met Griet Vanhees. Het koppel heeft 2 zonen. Kumpen heeft ook nog een dochter uit een vorige relatie.